# Xenophthalmodes morsei
Xenophthalmodes morsei is een krabbensoort uit de familie van de Pilumnidae. De wetenschappelijke naam van de soort is voor het eerst geldig gepubliceerd in 1932 door Rathbun.